# Форель (посёлок станции)
Форе́ль — посёлок станции в Амурском районе Хабаровского края. Входит в состав Литовского сельского поселения.

## География
Посёлок находится на железнодорожной линии Волочаевка II — Комсомольск-на-Амуре между посёлком Вандан и посёлком Лесной.

## Население
| 1992 | 2002 | 2010 | 2011 | 2012 | 2021 |
| ---- | ---- | ---- | ---- | ---- | ---- |
| 288  | ↘246 | ↘144 | ↘143 | ↘140 | ↘76  |

## Улицы
| - ул. Вокзальная, - ул. Лесная, - ул. Нагорная, | - ул. Советская, - ул. Школьная, - пер. Школьный. |